# 直立老鹳草
直立老鹳草（学名：Geranium rectum）为牻牛儿苗科老鹳草属的植物。分布于中亚以及中国大陆的新疆等地，生长于海拔1,600米至2,300米的地区，多生在山地云杉林下或河谷草地潮湿处，目前尚未由人工引种栽培。